# Ermengol III. (Urgell)
Ermengol III. der von Barbastro (katalanisch Ermengol el de Barbastre; * Juni 1032; † 1065 in Barbastro) war ein Graf von Urgell aus dem Haus Barcelona. Er war ein Sohn des Grafen Ermengol II. von Urgell († 1038/39).
Die ersten Jahre seiner Herrschaft hatte Ermengol unter der Vormundschaft seiner Mutter Velasquita „Constança“ gestanden, die am 4. April 1048 in seinem Namen die Besitzrechte auf die Täler von Andorra an das Bistum Urgell verkaufte. Laut der Urkunde zu dem Verkauf war er zu diesem Zeitpunkt fünfzehn Jahre und zehn Monate alt. Nach seiner persönlichen Machtübernahme hatte er sich mit Graf Raimund Berengar I. von Barcelona gegen den Grafen Raimund Wilfried von Cerdanya verbündet. Im Jahr 1064 hatte sich Ermengol an dem von Papst Alexander II. initiierten Feldzug gegen die Mauren beteiligt, der von Historikern oft als ein „Vorkreuzzug“ charakterisiert wird. Nach der Eroberung von Barbastro wurde er hier von König Sancho Ramírez von Aragón als Statthalter eingesetzt. Als die Mauren die Stadt bereits im folgenden Jahr zurückeroberten, wurde Ermengol im Kampf getötet. Er wurde in der Abtei Sant Pere von Àger bestattet.
Ermengol war nacheinander verheiratet mit Adalaiz (1036 genannt), Clemencia (1059 genannt) und Sancha von Aragón (1065 und 1072/73 genannt). Letztere war eine Tochter des Königs Ramiro I. von Aragón. Aus erster Ehe sind zwei Kinder hervorgegangen:
- Ermengol IV. († 1092), Graf von Urgell.
- Isabella; 1. ⚭ mit König Sancho Ramírez von Aragón; 2. ⚭ mit Graf Wilhelm Raimund von Cerdanya.